# Фричинская, Раиса Ивановна
Раиса Ивановна Фричи́нская (21 июля 1924, Кишинёв, Румыния — 2 октября 2010, Москва, Россия) — советский и российский редактор киностудии «Союзмультфильм», заслуженный работник культуры РСФСР (1987). Член Международной ассоциации анимационного кино (АСИФА).

## Биография
В 1949 году окончила киноведческий факультет ВГИКа.
С 1949 года — младший научный сотрудник кинофонда Госфильмофонда СССР.
С 1952 года — редактор литературной редакции Иновещания Всесоюзного Радиокомитета.
В 1953—1993 годах работала редактором киностудии «Союзмультфильм» (была членом сценарно-редакционной коллегии).
Участвовала в создании более двухсот мультфильмов. Работала с режиссёрами Ф. С. Хитруком, Б. П. Степанцевым, В. И. Поповым, А. Ю. Хржановским, В. В. Курчевским, Л. К. Атамановым, Е. А. Гамбургом, И. Н. Гараниной, С. М. Соколовым, Э. В. Назаровым и многими другими. Принимала участие в разработке мультжурнала для дошкольников «Весёлая карусель».
Была женой актёра Л. М. Фричинского.
Похоронена на Ваганьковском кладбище (участок № 14).

## Фильмография

### Сценарист
- 1979 — Пер Гюнт

### Озвучивание мультфильмов
- 1970 — Карлсон вернулся — фрекен Бок (фраза «Милый, Милый») (в титрах не указана)

### Редактор
- 1959 — Приключения Буратино
- 1959 — Похитители красок
- 1959 — История Власа — лентяя и лоботряса
- 1960 — Золотое пёрышко
- 1960 — Лиса, бобёр и другие
- 1960 — Мурзилка на спутнике
- 1961 — Большие неприятности
- 1961 — Впервые на арене
- 1961 — Ключ
- 1961 — Стрекоза и муравей
- 1961 — Чиполлино
- 1962 — Королева зубная щётка
- 1962 — Сказки про чужие краски
- 1962 — Только не сейчас
- 1965 — Вовка в Тридевятом царстве
- 1965 — Пастушка и трубочист
- 1965 — Каникулы Бонифация
- 1965 — Лягушка-путешественница
- 1966 — Букет
- 1966 — Жил-был Козявин
- 1966 — Иван Иваныч заболел…
- 1967 — Машинка времени
- 1967 — Сказка о золотом петушке
- 1967 — Шпионские страсти
- 1968 — Калейдоскоп-68. Забор
- 1968 — Кот в сапогах
- 1968 — Малыш и Карлсон
- 1968 — Матч-реванш
- 1968 — Русалочка
- 1969 — Винни-Пух
- 1969 — Золотой мальчик
- 1969 — Сказка про колобок
- 1969 — Фальшивая нота
- 1970 — Внимание! Волки!
- 1970 — Карлсон вернулся
- 1970 — Кентервильское привидение
- 1970 — Сказка сказывается
- 1971 — Сердце
- 1972 — Аве Мария
- 1972 — Бабочка
- 1972 — В гостях у лета
- 1972 — Винни-Пух и день забот
- 1972 — В тридесятом веке
- 1972 — Выше голову!
- 1972 — Мастер из Кламси
- 1972 — Утёнок, который не умел играть в футбол
- 1973 — Айболит и Бармалей
- 1973 — Немухинские музыканты
- 1973 — Новеллы о космосе
- 1973 — Новые большие неприятности
- 1973 — Щелкунчик
- 1973 — Как это случилось
- 1974 — Пони бегает по кругу
- 1974 — Похождения Чичикова. Манилов
- 1974 — Похождения Чичикова. Ноздрёв
- 1974 — С бору по сосенке
- 1974 — Федорино горе
- 1975 — День чудесный
- 1975 — Конёк-Горбунок
- 1975 — Радуга
- 1975 — Садко богатый
- 1975 — Среди хлебов спелых
- 1976 — Голубой щенок
- 1976 — Дом, который построил Джек
- 1976 — Муха-Цокотуха
- 1976 — О том, как гном покинул дом
- 1976 — Переменка № 1
- 1977 — Бобик в гостях у Барбоса
- 1977 — Василиса Прекрасная
- 1977 — Журавлиные перья
- 1977 — Как Маша поссорилась с подушкой
- 1977 — Котёнок по имени Гав (выпуск 2)
- 1977 — Кто я такой?
- 1977 — Тайна запечного сверчка
- 1978 — Чудеса в решете
- 1978 — Дед Мороз и серый волк
- 1978 — Как утёнок-музыкант стал футболистом
- 1978 — Маша больше не лентяйка
- 1978 — Талант и поклонники
- 1978 — Трое из Простоквашино
- 1979 — Котёнок по имени Гав (выпуск 3)
- 1979 — Маша и волшебное варенье
- 1979 — Переменка № 2
- 1979 — Почему ослик заупрямился?
- 1979 — Волшебное озеро
- 1980 — И с вами снова я...
- 1980 — Каникулы в Простоквашино
- 1980 — Котёнок по имени Гав (выпуск 4)
- 1980 — Солдат и сад
- 1981 — Балаган
- 1981 — Бездомные домовые
- 1981 — До свидания, овраг
- 1981 — Пёс в сапогах
- 1981 — Приключения Васи Куролесова
- 1981 — Приходи на каток
- 1981 — Сказка о глупом мышонке
- 1982 — Бедокуры
- 1982 — Жил-был пёс
- 1982 — Котёнок по имени Гав (выпуск 5)
- 1982 — Парадоксы в стиле рок
- 1983 — Обезьянки. Гирлянда из малышей
- 1983 — Лев и бык
- 1983 — О, море, море!..
- 1983 — От двух до пяти
- 1983 — Путешествие муравья
- 1983 — Солдатский кафтан
- 1984 — Заячий хвостик
- 1984 — Зима в Простоквашино
- 1984 — Контакты… конфликты…
- 1984 — Обезьянки. Осторожно, обезьянки!
- 1984 — Переменка № 3
- 1984 — Сказка о царе Салтане
- 1985 — Контакты и конфликты (выпуск 2)
- 1985 — Королевский бутерброд
- 1985 — Мы с Шерлоком Холмсом
- 1985 — Обезьянки и грабители
- 1985 — Огуречная лошадка
- 1985 — Переменка № 4
- 1985 — Про Сидорова Вову
- 1986 — Академик Иванов
- 1986 — Контакты и конфликты (выпуск 3)
- 1986 — Переменка №5
- 1986 — Петух и боярин
- 1987 — Богатырская каша
- 1987 — Как обезьянки обедали
- 1987 — Контакты и конфликты (выпуск 4)
- 1987 — Мартынко
- 1987 — Освобождённый Дон Кихот
- 1987 — Школа изящных искусств. Пейзаж с можжевельником
- 1987 — Переменка №6
- 1988 — Витамин роста
- 1988 — Влюбчивая ворона
- 1988 — Доверчивый дракон
- 1988 — Кошка, которая гуляла сама по себе
- 1988 — Летели два верблюда
- 1988 — Медвежуть
- 1988 — Таракан
- 1989 — Античная лирика
- 1989 — Всех поймал
- 1989 — Фру-89. Жертва
- 1989 — Фру-89. Слева направо
- 1989 — Путешествие
- 1989 — Стереотипы
- 1990 — Школа изящных искусств. Возвращение
- 1990 — Невиданная, неслыханная
- 1990 — От того, что в кузнице не было гвоздя
- 1990 — Случай
- 1995 — Лев с седой бородой